# Agentura práce
Agentury práce jsou právnické nebo fyzické osoby, které mají povolení k příslušné formě zprostředkování zaměstnání, udělené Ministerstvem práce a sociálních věcí (MPSV) dříve Generálním ředitelstvím Úřadu práce. Jakožto agentury práce jsou komerčními institucemi, jejichž činností je zajištění poptávky zaměstnavatelů po zaměstnancích a výběr uchazečů o zaměstnání dle kritérií zadaných klienty. Agentura práce však nemůže chtít finanční náhradu po osobě, které je zaměstnání zprostředkováno, zakázány jsou také srážky ze mzdy.
Na českém trhu práce se pohybuje velké množství agentur práce, podstatná část z nich se specializuje pouze na určité obory. Kromě standardních služeb nabízejí také kariérní poradenství, personální audity, outplacement, testování pracovních předpokladů, HR marketing a další.

## Formy zprostředkování zaměstnání agenturou práce
České pracovní právo stanovuje tři základní formy zprostředkování zaměstnání agenturami práce: vyhledání zaměstnání pro fyzickou osobu o práci se ucházející, vyhledání vhodných zaměstnanců pro zaměstnavatele, který hledá nové pracovníky, nebo zaměstnávání fyzických osob za účelem výkonu jejich práce pro uživatele – jinou právnickou nebo fyzickou osobu, která práci přiděluje a dohlíží na její provedení.

### Vyhledání zaměstnání pro fyzickou osobu
Činnosti spojené s vyhledáním zaměstnání pro fyzickou osobu spočívají v následujícím. Agentury práce zastupují uchazeče o zaměstnání v kontaktu s firmami a pomáhají jim se všemi náležitostmi při hledání práce, jako úpravou životopisu, vystupováním na pohovoru, nástupem do zaměstnání. Kandidáti se obracejí na agentury na základě doporučení nebo přes vyhledání na internetu (internetové pracovní portály) a také na veletrzích pracovních příležitostí. Osobní údaje kandidáta agentura práce vkládá do databáze uchazečů, dokud se vhodné pracovní místo neobjeví. Jakmile se taková pracovní příležitost objeví, agentura práce kandidáta pozve na výběrový pohovor, a v případě úspěšného absolvování pohovoru zaměstnavatel uzavře s kandidátem pracovní smlouvu.

### Vyhledání zaměstnanců pro zaměstnavatele
Velká část agentur práce hledá uchazeče o zaměstnání z pasivních zdrojů, kterými jsou buď interní databáze, databáze pracovních úřadů nebo online databáze internetových pracovních portálů, které nabízí registraci pro uchazeče zdarma. Zmíněné pracovní portály nefungují pouze jako online databáze uchazečů, ale současně jako inzertní místa pracovních příležitostí. Zájemce o inzerované zaměstnání může zaměstnavatele/personální agenturu kontaktovat buď prostřednictvím odpovědního formuláře, nebo přímo. Pro inzerenty jsou ve většině případů služby pracovních portálů zpoplatněny, pro uchazeče o zaměstnání jsou vždy zdarma. Inzerce pracovních pozic ale není jen věcí online portálů. Stále ještě je hojně využívána inzerce v tisku, kromě novin a časopisů se využívají i tiskoviny specializující se přímo na inzerci.
V poslední době je velmi častým způsobem vyhledávání zaměstnanců pro zaměstnavatele tzv. headhunting (z angl. headhunter, lovec lebek). Jde o cílené oslovení pracovníka, který působí na identické či obdobné pracovní pozici u konkurence. Výhodou, kterou tento výběr zaměstnanců přináší, je oslovení kvalifikovaného a kvalitního zaměstnance, jehož není třeba nijak zaškolovat či připravovat.
Spolupráce mezi zaměstnavatelem a agenturou práce zpravidla se skládá z několika etap:
1. Předběžné konzultace, kdy zaměstnavatel formuluje zakázku, požadavky pro získávání a výběr pracovníků.
2. Vyhledávání v databázi uchazečů, na internetu, v masmédiích, získávání agentů vyhledávání - pomocí těchto metod agentury nejrychleji přiláká velký počet uchazečů.
3. Zajištění konzultační schůzky a pohovor s vybranými uchazeči v kanceláři agentury.
4. Psychologické a odborné testování.
5. Kontrola referencí z předchozích zaměstnání.
6. Výběr pracovníků ze strany klienta: zajištění setkání zaměstnance se zákazníkem, pomoc při provádění pohovoru.
7. Konečná dohoda o všech otázkách mezi kandidátem a klientem.
8. Záruční podmínky, závazek vyměnit nevhodného zaměstnance.

### Zaměstnávání fyzických osob za účelem výkonu práce pro uživatele
Jednou ze základních forem zprostředkování zaměstnání agenturou práce je zaměstnávání fyzických osob za účelem výkonu jejich práce pro uživatele nebo agenturní zaměstnávání. Jde o tzv. outsourcing zaměstnanců buď "v úkole" nebo na takzvaný bodyshopping (měsíční výkaz). Těchto služeb využívají zejména podniky, které mají požadavky na velké množství pracovních sil pro méně kvalifikované činnosti a často pouze na dobu určitou (sítě supermarketů atd.). Těmto podnikům personální agentura poskytne požadované zaměstnance, kteří ale nevstupují do pracovního poměru s klientem, ale jsou zaměstnanci zprostředkovatelské agentury, která jim vyplácí mzdu. Za zaměstnance v tomto případě jedná agentura, a proto jsou veškeré zaměstnanecké výhody a bonusy závislé na smluvních podmínkách mezi klientem a agenturou. Některé velké podniky už jiný způsob pracovních možností nenabízí.
Agentura práce může svého zaměstnance dočasně přidělit k výkonu práce pro uživatele jen na základě písemné dohody o dočasném přidělení zaměstnance uzavřené s uživatelem. Agentura práce s účinností od 29. 7. 2017 může dočasně přidělit k výkonu práce u uživatele i zaměstnance, kterému byla vydána zelená karta, modrá karta, nebo kterému bylo vydáno povolení k zaměstnání.

## Podmínky udělení povolení ke zprostředkování zaměstnání
Povolení ke zprostředkování zaměstnání agentuře práce vydává Úřad práce na základě žádosti fyzické nebo právnické osoby. Podmínkou udělení povolení právnické osobě je bezúhonnost a splnění podmínek fyzickou osobou, která plní funkci odpovědného zástupce pro účely zprostředkování zaměstnání. Podmínky udělení povolení fyzické osobě je dosažení věku 18 let, bezúhonnost, odborná praxe v oblasti zprostředkování zaměstnání nebo v oboru, pro který má být zprostředkování zaměstnání povoleno, a to v rozsahu alespoň 2 roků u osoby vysokoškolský vzdělané a 5 roků u osoby se středoškolským vzděláním.

## Pojištění agentury práce
Agentura práce je povinna sjednat pojištění záruky pro případ svého úpadku, na základě něhož vzniká dočasně přidělenému zaměstnanci právo na plnění v případě, kdy mu agentura práce z důvodu svého úpadku nevyplatila mzdu.

## Profesní organizace agentur práce
Na českém trhu práce působí dvě profesní organizace, sdružující agentury práce. První z nich je Asociace poskytovatelů personálních služeb (APPS), která sdružuje personální agentury a poradenské společnosti v oblasti poskytování personálních služeb. Asociace spojuje největší poskytovatele temporary služeb České republice, kteří nabízí zprostředkování zaměstnání formou dočasného přidělení. Cílem organizace je vytváření podmínek pro úspěšný rozvoj stabilního trhu pracovních sil v České republice.
Druhá organizace je Asociace pracovních agentur (APA), nezisková nepolitická profesní organizací sdružující agentury práce, převážně poskytovatele dočasné pracovní výpomoci (temporary help). APA historicky sdružuje převážně menší agentury práce, jejichž hlavní činností je „krátkodobá dočasná pracovní výpomoc“ a část členů se specializuje na „studentské brigády“. Ale nejen na ně, další členové APA poskytují plné portfolio služeb agentur práce všem uchazečům o zaměstnání a zájemcům o zaměstnance.